# عسال الورد
عسال الورد هي مصيف سوري تقع في شمال مدينة دمشق، على ارتفاع 1850 متر فوق سطح البحر، تقع على هضبة واسعة فوق قمم الجبال، تسمى جغرافيا هضبة عسال الورد، وتبعد عن مدينة دمشق 55 كم، على سفوح سلسلة الجبال السورية الغربية، تشرف على إطلالات بعيدة وذات طبيعة باردة جدا في الشتاء، معتدلة صيفاً، تغطي الثلوج جبالها المحيطة لفترة طويلة من أوقات السنة، ويبلغ عدد سكانها حوالي 15,000 نسمة.
تشتهر عسال الورد بعدة أنواع من الفواكه والخضار وأبرزها الكرز والتفاح والفواكه ومنتجات زراعية عديدة ذات جوده عالية مثل البطاطا والبازلاء.
تشتهر عسال الورد بأثار رأس النبع والذي كان يشكل نهر (المجر) الذي يصل حتى يبرود، وآثار كنيسة ودير على سفح أحد الجبال إضافة لمغارة الدير.
كان يصطاف فيها هارون الرشيد في منطقة تسمى (تل فطايا) قيل (وتحتاج هذه المعلومة إلى توثيق من علماء الآثار) أنها كانت مأهولة بالسكان بكثافة وما يدل على ذلك ان جزء من مناطقها الحالية تطفوا على مقبرة كبيرة ترجح أن عدد السكان فيها يتجاوز السبعين ألف. ولا يعرف حتى الآن سبب هجر تلك المنطقة.